# 袁玉錫
袁玉錫（?—?），湖北省襄陽府襄陽縣人，清朝政治人物、進士出身。
光緒二十年（1894年），参加光緒甲午科殿試，登進士二甲84名。同年五月，任候補主事。